# Shout It Out (Mariette Hansson)
Shout It Out è un singolo della cantante svedese Mariette Hansson, pubblicato il 22 febbraio 2020 su etichetta discografica Warner Music Sweden. Il brano è scritto dalla stessa interprete con Thomas G:son, Cassandra Ströberg e Alex Shield.
Con Shout It Out la cantante ha preso parte a Melodifestivalen 2020, la competizione canora svedese utilizzata come processo di selezione per l'Eurovision Song Contest 2020. Essendo risultata una dei due più votati dal pubblico fra i sette partecipanti alla sua semifinale, ha avuto accesso diretto alla finale del 7 marzo, dove si è classificata al 10º posto su 12 partecipanti con 51 punti totalizzati.

## Tracce
1. Shout It Out – 3:01

## Classifiche
| Classifica (2020) | Posizione massima |
| ----------------- | ----------------- |
| Svezia            | 30                |